# Бажанов Микола Леонідович
Микола Леонідович Бажанов (нар. 15 червня 1976, м. Тернопіль, Україна) — український актор, режисер. Заслужений артист України (2016).

## Життєпис
Микола Бажанов народився 15 червня 1976 року в м. Тернополі.
Навчався в Тернопільському вищому професійному училищі сфери послуг та туризму. Закінчив акторське відділення Тернопільського музичного училища (1998, керівник курсу В'ячеслав Хім'як); режисерський факультет Київського інституту культури (1999, нині національний університет культури і мистецтв).
Актор Тернопільського академічного обласного драматичного театру імені Т. Г. Шевченка.

## Нагороди
- «За акторський ансамбль» (Марко, вистава «АРТ» Я. Рези; 2004, фестиваль «Тернопільські театральні вечори. Дебют»);
- «За кращу головну чоловічу роль» (Зілов, вистава «Полювання на качок» О. Вампілова; 2007, фестиваль «Тернопільські театральні вечори. Дебют»).

## Ролі

### У театрі
- Роландас («Казка про Моніку» С. Шальтяніса, Л. Яцінавічуса),
- Тібальт («Ромео і Джульєтта» В. Шекспіра),
- Тіль («Тіль Уленшпігель» Г. Горіна),
- Сірано («Сірано де Бержерак» Е. Ростана),
- Гриць («У неділю рано зілля копала» О. Кобилянської),
- Юда («Ціною крові» Лесі Українки),
- Гнат («Сльози Божої Матері» О. Мосійчука за У. Самчуком),
- Василь («Циганка Аза» М. Старицького),
- Марко («АРТ» Я. Рези),
- Зілов («Полювання на качок» О. Вампілова) та інші.

### У кіно
- Гонтар — «Один — в полі воїн» (кіностудія «Захід-фільм»).